# Cuisine dominicaine

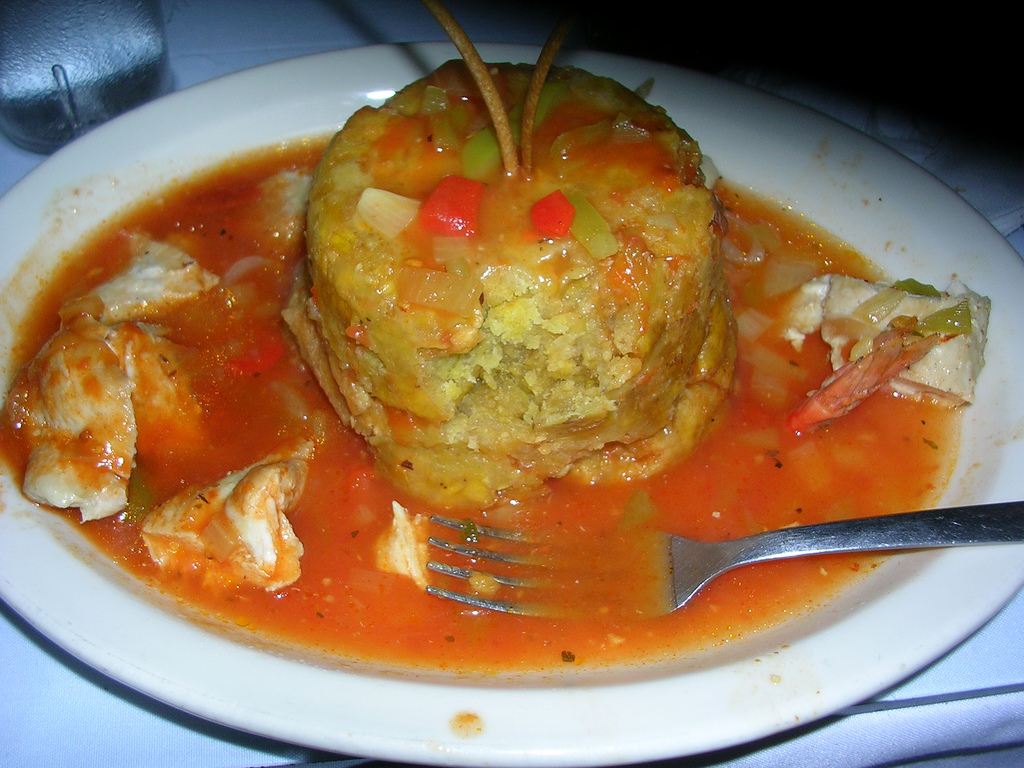
Mofongo

La cuisine de la République dominicaine offre grâce à son brassage culturel une variété de plats où se mélangent les influences taïnos, créoles, européennes et africaines dans une explosion de goûts riches en couleurs, condiments et saveurs. La cuisine dominicaine ressemble beaucoup à celle d'autres pays d'Amérique latine, ceux des îles voisines de Porto Rico et de Cuba surtout, et les noms des plats diffèrent parfois.
Le petit déjeuner peut consister en des œufs ou de la viande et le Mangú (bananes plantain écrasées). Une version plus consistante utilise de la viande frite, comme le salami dominicain et du fromage frit aussi. Comme en Espagne, le plus grand et le plus important repas de la journée est le déjeuner. Sa forme la plus typique, surnommée la Bandera ("Le drapeau"), se compose de riz, haricots rouges (habichuelas) ou de pois d'angole (guandules), de banane plantain (platano) sous forme de purée ou de frite, accompagnés de viande (bœuf, poulet, porc, salami, chèvre ou poisson), assaisonnement et de la salade coupée fine.

## Plats et leurs origines
La République dominicaine est une ancienne colonie espagnole. De nombreux traits espagnols sont encore présents dans l'île. Beaucoup de plats traditionnels espagnols ont trouvé une nouvelle maison en République dominicaine, dont certaines avec une application assez locale. Les plats africains, créoles et Taínos sont très présents, certains d'entre eux inchangés depuis des siècles.
Presque tous les groupes d'aliments sont logés dans une cuisine typique dominicaine, car il intègre la viande ou certains fruits de mer, les céréales, en particulier le riz, le maïs (originaire de l'île), et le blé, les légumes comme les haricots et autres légumineuses, les pommes de terre, les diverses variétés de yucca ou racines (yautia), ou le plantain et les salades, les produits laitiers, notamment le lait et le fromage, et les fruits, comme les oranges, les bananes, les mangues et pléthore de variétés exotiques. Cependant, il y a une consommation majeures de féculents et de viande, et aussi les produits laitiers transformés, et quelques légumes non féculents.
Le Sofrito est un mélange d'herbes locales sautées avec des épices, est utilisé dans de nombreux plats. Tout au long du centre-sud de la côte, le boulgour (blé entier), est un ingrédient principal dans les équipes et autres tipili, deux plats apportées par les immigrants du Moyen-Orient levantin. D'autres aliments préférés sont les chicharrón, les pastelitos ou les empanadas, batata (patates douces), pasteles en hoja (plats pochés dans une feuille de bananier), les chimichurris (mélange d'herbes et d'huiles), les platanos maduros (bananes plantain mûres), et tostones (plantain écrasées et frites).

### Plats Taïnos
- Casabe (es) -

pain fabriqué à partir de yuca.

### Plats espagnols
- Arroz con leche ou arroz con dulce : riz au lait sucré doux et épicé, selon la recette classique espagnole.
- Flan : de nombreuses recettes de flan avec une touche tropicale à partir des fruits frais de l'île.
- Paella : la paella de République dominicaine se fait avec des espèces locales et le rocou sol au lieu de safran pour colorer ou aromatiser le riz.
- Chicharrón : couennes et parties grasses de porc frites ou passées au four ou au barbecue.
- Empanadas : pastelitos (à ne pas confondre avec les pastelitos cubains).

### Plats africains
- El Mondongo : soupe aux tripes de bœuf ou de porc.
- El Mangú : purée de plantain bouillie assaisonnée d'oignons frits et des œufs au plat. Originaire de l'Afrique occidentale (foufou), comme à Cuba ou à Porto Rico.
- Los tres golpes - «les trois coups» : fromage frit, salami dominicain et œufs servis sur le côté avec de la banane plantain (en saison) garnie d'oignons ou d'avocat. Ce petit-déjeuner typiquement dominicain peut également être servi au déjeuner et au dîner.

## Autres plats

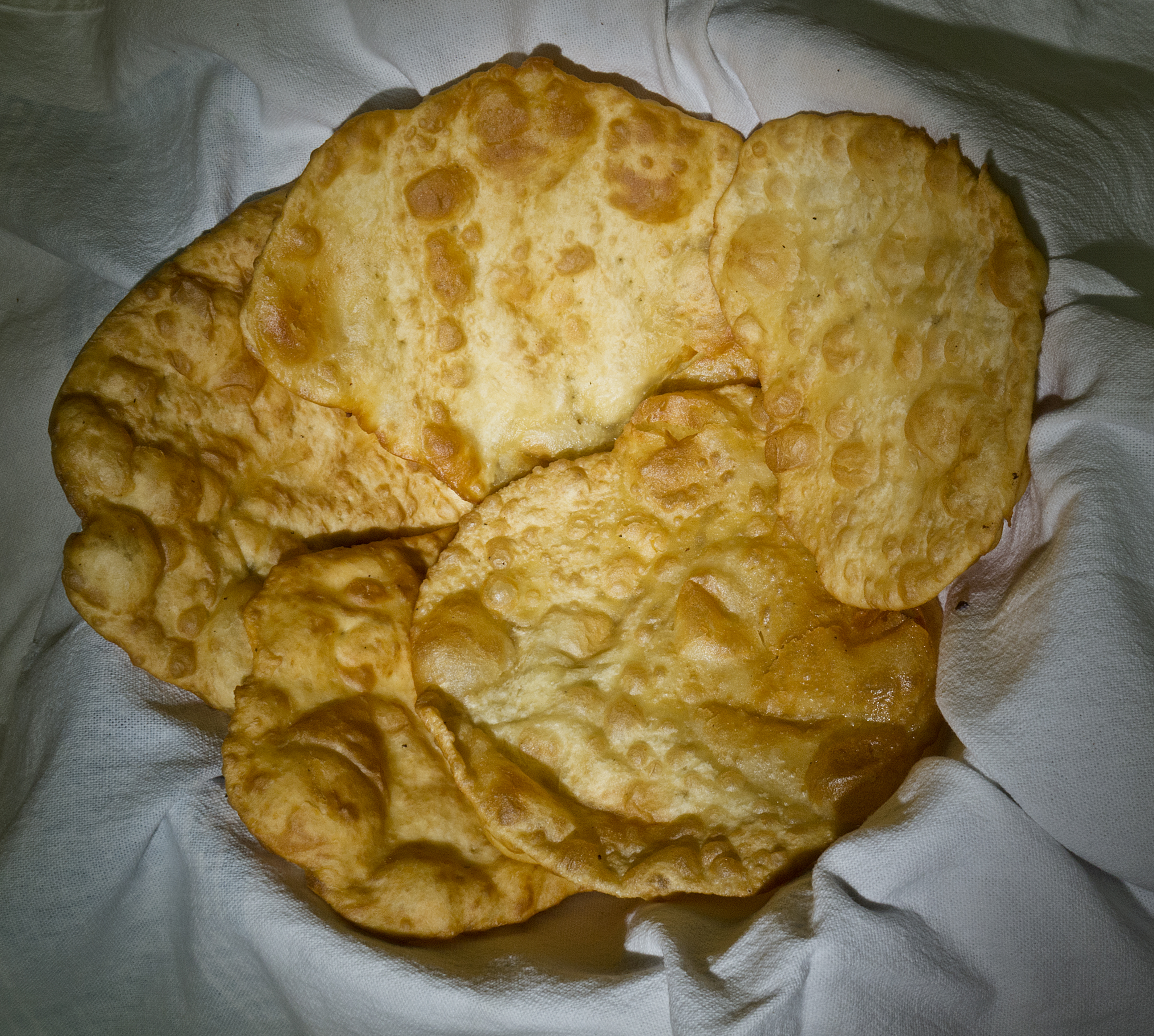
Yanikeiki, aussi appelés Yaniqueques

- El Mofongo - Ce plat est originaire de Porto Rico. Il est fabriqué à partir de bananes plantains vertes, le tout frit, assaisonnés avec de l'ail, de l'huile d'olive, et du porc, puis écrasées avec un peu de bouillon. Mofongo est généralement servi avec une soupe de bouillon de poulet. Une variante est un plat composé d'une purée de banane plantain (mangu)et de yucca recouverte d'une préparation créole à base de Pulpo (pieuvre) ou de Lambi, de cabre (cangrejo), et de crevettes (camarones).
- Yanikeke - Jonnycakes - Un plat apporté par les travailleurs de canne à sucre des Petites Antilles au XIXe siècle.
- Tostones - Frites de plantain verte servie en tranches aplaties et salées.
- Arroz con almendras pasas - Riz aux raisins secs et aux amandes. Un plat très populaire arabe apporté par les libanais, il est généralement consommé à Noël.
- Pasteles en hojas- Originaire de Porto Rico et semblable aux tamales. Des tubercules et/ou des plantains sont râpées et la pâte est façonnée en une forme rectangulaire comme une bourse, ensuite farcies de viande (viande hachée en général et assaisonnement dominicain). Ils sont ensuite hermétiquement enveloppé dans une feuille de bananier puis bouillis. Les Pasteles sont généralement servis à Noël et sont devenus un aliment de base dans la cuisine dominicaine que l'on trouve partout.

### Plats typiquement dominicains
- Chambre - légumineuses et ragoût de viande. Il a des origines africaines dans les régions rurales pauvres de la République dominicaine.
- Mondongo – Ses origines nous ramènent à ces esclaves d'origine africaine venus en République dominicaine.
- chen-chen - Un plat de maïs originaire de San Juan de la Maguana avec des influences africaines.
- Arañitas – 'Beignets de yuca.
- Moro de guandules con coco – riz, petits pois, plat et lait de coco. Ce plat originaire de la province de Samaná.
- Sancocho – Ragoût très copieux avec un mélange de sept viandes, dont du poulet, du porc, des crevettes ou du poisson, des tubercules et plusieurs légumes, comme le manioc, le maïs, les pommes de terre, yautía, et l'igname. Les sancocho de carnes siete (sept viande sancocho) et sancocho de Habichuelas (haricot sancocho) sont propres à la République dominicaine.
- Niño envuelto – gâteau de riz enveloppés dans une feuille de chou. Un plat influencée par les immigrants libanais.
- Chicharrón de pollo – Poulet désossé frit.
- Carne mechada - Rouleau de bœuf braisé. Ne pas confondre avec le plat vénézuélien de la viande hachée également connu sous le nom carne mechada.
- Chapea - Rouge ou blanc ragoût de haricots avec de la courge en purée, longaniza (saucisse), et les plantains mûrs.
- Habichuelas blancas con longaniza - Ragoût de haricots blancs avec saucisse longaniza.
- Guanimos - Tamales dominicains ou hallaca. Les Guanimos sont faites de farine de maïs à la place de la semoule de maïs vu dans les deux hallace et les tamales. Ils sont ensuite farcis à la viande (viande hachée habituellement), puis enveloppés dans une feuille de plantain ou des feuilles de maïs.
- Asopao - Soupe de riz. L'Asopao peut être faite avec du poulet, des crevettes ou des fruits de mer.
- Pastelón - Casseroles. Un élément essentiel de la cuisine dominicaine. Il y a plus de six variantes en République dominicaine, les plus populaires étant le pastelon de platano maduro (cocotte de plantain jaune) et le pastelon de yucca (manioc cuit en casserole). Les Pastelón peuvent être trouvées dans d'autres pays d'Amérique latine comme Porto Rico, au Venezuela, à Panama et à Cuba, spécialement la partie orientale qui a une grande influence dominicaine. Pastelón sont généralement farcis à la viande ou du poulet haché.
- Arroz con maiz - Riz au maïs. Une base populaire de la cuisine dominicaine. Il combine la saveur sucrée du maïs avec la saveur salée de riz et d'autres ingrédients.
- Locrios - Un grand classique qui mélange du riz et plusieurs types de viande. Il existe de nombreuses variantes de ce plat, certaines étant propres à la République dominicaine. Le fameux plat "arroz con pollo", est appelé locrio de pollo en République dominicaine.
- Chimichurris - Hamburgers avec une grosse saucisse épicée coupée en deux et frite, surmonté d'une salade de chou.
- Pan de coco - Pain de noix de coco.
- Camarones con coco y gengibre - Crevettes avec noix de coco et le gingembre. Ce plat est préparé avec assaisonnement dominicaine comme base et avec l'ajout de lait de coco et gingembre.
- Mazamorra - purée de courge et des oignons
- Buche e perico - Littéralement joue de perroquet. Un ragoût de maïs copieux.
- Bollitos de yuca - beignets de boules de manioc farcies au fromage.
- Pico y pala - Pelle et pioche. Les pattes de poulet et les cous sont associés aux salles à manger et cafétérias populaires, très commun dans les quartiers à faible revenu. Habituellement cuit avec des oignons, de la coriandre, du cilantro, de l'origan et du sucre.

bollos de harina de maiz
- Bollos de harina de maiz - Boulettes de maïs
- Guisados - Il y a des recettes de ragoût de nombreux dans la cuisine dominicaine avec de nombreux identique ou similaire assaisonnement. Ragoûts comme l'aubergine, le gombo, cœur de palmier, haricots, viande, poissons, crustacés, langue de vache et même des pattes de poulet peut être cuit. Parce que la plupart du pays est rare sur Dominicains alimentaires ont tendance à Guisado ce qu'ils peuvent s'installer sur.

bolitas o bollitos de platano maduro y queso - boules de plantain mûre fourré au fromage
- Bolitas o bollitos de platano maduro y queso - Boulettes de plantain farcies de fromage.
- Lengua picante - Langue de vache épicée.
- Crema de cepa de apio
- Wasakaka - C'est une sauce mojo appelée le waskaka en République dominicaine. Elle se réfère au jus du poulet rôti mariné dans l'orange amère avec de l'ail et du manioc bouilli sur le côté. Une version d'un plat de porc rôti cubaine servi avec une sauce mojo avec du manioc frit ou cuit à la vapeur.

## Les desserts
- Arepa – Gâteau de semoule de maïs et de noix de coco. L'arepa dominicain est différente de celle de l'arepa vénézuélien ou colombien.
- Dulce de leche – Une recette de l'Argentine qui est très populaire en Amérique latine. Dominicaine dulce de leche est plus épais puis argentine et a toujours cannelle.
- Habichuelas con dulce – Un dessert sucré à la crème de haricots. Fabriqué avec du lait de coco, des morceaux de patates douces, de la cannelle, etc.
- Bizcocho Dominicano – Cake dominicain.
- Mala Rabia - Des goyaves, bananes plantains et les patates douces cuites dans un sirop simple et la cannelle.
- Jalao - boules tendres de noix de coco et de mélasse.
- Conconete - Macarons noix de coco au gingembre et la cannelle.
- Majarete - Délicieux pudding de maïs fait avec du maïs frais, de l'amidon de maïs, du lait, de la vanille et de la cannelle. Certains Dominicains ajoutent du lait de coco et de la noix muscade.
- Chaca - pudding de maïs faite avec des grains de maïs, du lait, de la cannelle, des clous de girofle et du riz cuit parfois.
- Gofio - Une poudre de farine de maïs maltée et sucrée originaire des îles Canaries.
- Yaniqueques - Des petits pains frits typiques.
- Cancina
- Palitos de coco
- Quesillo de coco
- Dulce de leche cortada
- Dulce de coco tierno
- Jalea de batata - pudding de patates douces
- Dulce de leche con pina - Dulce de leche à l'ananas
- Amibar de frutas
- Jalea de guayaba - Gelée de Goyave

## Boissons
- Morir Soñando - C'est un cocktail naturel typiquement dominicain. Composé de jus d'orange, du lait concentré non sucré, du sucre et parfois de la vanille.
- Ponche - Un lait de poule très populaire autour du temps de Noël, alcoolisé ou pas.
- Mabí – Un jus d'écorce ou des fruits de la colubrina, parfois fermentée, parfois épicée et servi dans des bouteilles récupérées.
- Mamajuana - Une boisson alcoolisée concocté en permettant au rhum, à du vin rouge et à du miel à tremper dans une bouteille avec des écorces d'arbres et des herbes. Il contient du bois bandé.
- Pera Piña - Littéralement poire et ananas. Cette boisson est habituellement obtenue en faisant bouillir ensemble la peau de l'ananas avec du riz. La boisson est ensuite congelée. Elle est appelée ainsi à cause du goût de poire.
- Jugo de avena - Du jus d'avoine.
- Chocolate de mani - Chocolat chaud à base d'arachides.
- Cerveza - Les bières locales Presidente, Bohemia ou encore Brahmā sont excellentes.
- Chocolate de agua - Chocolat avec de l'eau plutôt que du lait et des épices.
- Batidas - smoothies aux fruits tropicaux. Mélange de lait concentré non et des jus de fruits.
- Jugos Naturales - jus de fruits tropicaux frais et naturels sans adjonction de fruits.
- Malte morrena - Soda indien à mélanger avec des glaçons, du lait ou du lait condensé.
- Ron - Le rhum a atteint des niveaux de haute qualité, le rendant ainsi un produit de classe mondiale ; en effet, le pays produit deux des dix meilleurs rhums au monde. En République dominicaine, le rhum est un produit de qualité très apprécié par la population locale et compte plus de quinze maisons de production d’alcool qui se distinguent par trois grandes marques.

## Différences géographiques
Ce que les Dominicains ont tendance à manger dépend fortement de l'endroit où ils vivent: s'ils habitent près de la mer ou dans les montagnes intérieures. Dans les deux cas, la plupart des plats de viande ont tendance à impliquer le porc, les élevages de porcs sont fortement développés sur l'île. Les plats à base de viande ont tendance à être très bien cuits ou surcuits, même dans les restaurants dominicains, une tradition issue de la moindre possibilité de réfrigération sur l'île quand l'électricité n'existait pas.
Les villages côtiers de pêcheurs dominicains proposent de grandes variétés de fruits de mer, les crevettes sont les plus courantes, ils pêchent aussi le marlin, le mahi-mahi ou la dorade et le homard. La plupart des villageois vont dîner pour pas cher mais avec une moindre qualité de poissons comme me tilapia, généralement servi en sauce criolla, et un type de riz. Les fruits de mer de qualité supérieure tendent à être trop chers pour la plupart des habitants, et sont réservés à la classe supérieure de l'île et aux stations touristiques.
Les différences entre la cuisine dominicaine et celles des autres îles des Antilles sont un plus doux assaisonnement, qui utilise principalement des oignons, de l'ail, de la coriandre, de la coriandre ancho (cilantro), ají cubanela (Cubanelle poivre ou poivron doux), et l'origan. Le sofrito est connu sur l'île comme un assaisonnement.